# 湘南乃风
湘南乃风（日语：／ Shōnan no Kaze），日本摇滚乐团，由4名男性成员组成，所属唱片公司为TOY'S FACTORY。4名成员均为DJ出身，起初HAN-KUN和RED RICE在湘南活动，随后SHOCK EYE与若旦那加入，正式组成湘南乃风。湘南乃风曲风以雷鬼为主，颇受男性听众欢迎。

## 成员

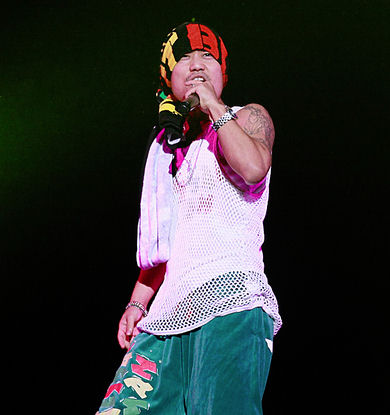
HAN-KUN

- RED RICE（（本名：森崎匠）神奈川县藤泽市人，生日1976年1月9日），湘南乃风队长。
- 若旦那（（本名：新羅慎二）东京都世田谷区人，生日1976年4月6日），A型。
- SHOCK EYE（（本名：植村家浩）神奈川县镰仓市人，生日1976年12月14日），A型。
- HAN-KUN（（本名：半澤卓朗）神奈川县镰仓市人，生日1979年1月27日），B型。

## 前成员
- GOKI

## 作品
| 1. 应援歌/风（2004年3月3日） 2. 晴传説（2004年7月7日） 3. カラス（2005年4月6日） 4. 霸王树（2005年8月10日） 5. 纯恋歌（2006年3月8日） 6. 睡莲花（2007年6月6日） 7. 黄金魂（2008年2月13日） 8. 恋時雨（2008年8月27日） 9. 親友よ（2009年2月25日） 10. ガチ桜（2010年2月10日） 11. 爆音男～BOMBERMAN～（2011年1月12日） 12. 炎天夏（2012年6月6日） 13. JUST LIVE MORE（電視劇假面騎士鎧武主題歌）（因應此劇播出，以"鎧武乃風"名義由Avex發行）（2013年11月28日） 14. Your Song（電影劇場版 假面騎士鎧武 足球大決戰！黃金果實爭奪杯！結尾歌）（因應此電影播出，以"鎧武乃風"名義由Avex發行） 15. パズル（電視劇ゼロの真実〜監察医・松本真央〜 （页面存档备份，存于）主題歌）（2014年7月24日） 16. BIG UP（電視劇神様はバリにいる （页面存档备份，存于）主題歌）（2015年1月10號） 17. バブル（PS4遊戲龍が如く0 誓いの場所 主題歌）（2015年3月4號） 18. Grand Blue(動畫ぐらんぶる主題片頭曲）（2018年6月13號) 1. OH YEAH（2005年9月18日） | 1. 湘南乃风〜Real Riders〜（2003年7月30日） 2. 湘南乃风〜ラガパレード〜（2004年8月18日） 3. 湘南乃风〜Riders High〜（2006年8月30日） 4. 湘南乃风〜JOKER〜（2009年4月8日） 5. 湘南乃风～2023～ （2013年3月6日） 6. 湘南乃風 ～COME AGAIN～ (2015年5月27日) 1. 湘南乃風〜Single Best〜（2011年6月15日） 2. 湘南乃風〜Live Set Best〜（2011年6月15日） 1. VOICE MAGICIAN（2008年7月9日） 1. マッシヴ・B・ミーツ・湘南乃風-押忍!!極東ダンスホール塾（2006年2月22日） 2. 134℃溶けたまんまでイッちゃって!選曲 湘南乃風（2007年7月18日） 1. 風伝説 いつも誰かのせいにしてばっかりだった俺TOUR 2006（2007年3月28日） |